# روبن ديفيس (مخرج)
روبن ديفيس (بالفرنسية: Robin Davis)‏ هو كاتب سيناريو ومخرج فرنسي، ولد في 29 مارس 1943 في مارسيليا في فرنسا.

## وصلات خارجية
- روبن ديفيس على موقع IMDb (الإنجليزية)
- روبن ديفيس على موقع ألو سيني (الفرنسية)
- روبن ديفيس على موقع أول موفي (الإنجليزية)
- روبن ديفيس على موقع قاعدة بيانات الأفلام السويدية (السويدية)
- روبن ديفيس على موقع قاعدة بيانات الفيلم (الإنجليزية)
- روبن ديفيس على موقع كينوبويسك (الروسية)